# ران اونیل
ران اونیل (به انگلیسی: Ron O'Neal) (زاده ۱ سپتامبر ۱۹۳۷-درگذشته ۱۴ ژانویهٔ ۲۰۰۴ ) بازیگر آمریکایی بود.
از فیلم‌های معروف او می‌توان به بازی در فیلم سپیده‌دم سرخ و آخرین شمارش معکوس اشاره کرد.